# Nationales Landamt am Landwirtschaftsministerium Litauens
Das Nationale Landamt am Landwirtschaftsministerium Litauens (lit. Nacionalinė žemės tarnyba prie Žemės ūkio ministerijos) ist eine Behörde in Litauen. Die  Einrichtung verwirklicht die Politik des Staates im Bereich des Land-Managements und der Verwaltung, Bodenreform, Immobilien-Kataster, Rechnungswesen, Geodäsie, Entwicklung von kartografischen und georeferenzierten Datenbanken und Informationssystemen, die man für landwirtschaftliche Entwicklung benötigt. Es untersteht dem Landwirtschaftsministerium Litauens. Es gibt 1000 Mitarbeiter.

## Leitung
- Vitas Lopinys (* 1979)

## Weblink
- Homepage (englisch, litauisch)

## Quelle
1. ↑  Statistik